# 12477 Haiku
12477 Haiku eller 1997 EY20 är en asteroid i huvudbältet som upptäcktes den 4 mars 1997 av Spacewatch vid Kitt Peak-observatoriet. Den är uppkallad efter versmåttet Haiku.
Asteroiden har en diameter på ungefär 3 kilometer och den tillhör asteroidgruppen Nysa.